# Dobrý voják Švejk (film, 2009)
Dobrý voják Švejk (v originále Похождения Бравого Солдата Швейка) je ukrajinská animovaná komedie, kterou roku 2009 natočil režisér Rinat Gazizov a Manyk Depoyan. Byla natočena podle slavného románu Osudy dobrého vojáka Švejka spisovatele Jaroslava Haška.  Příběh Josefa Švejka namluvil Ladislav Potměšil (DVD).

## První animovanou verzí
Dobrý voják Švejk (2009) je pak historicky první animovanou verzí světově proslulého příběhu Jaroslava Haška o ukradených psech s falešnými rodokmeny, vraždychtivých panovnících a prostém boji o přežití ve „válce za ukončení všech válek“. 

## Kritika
V České republice se film setkal s neutrálními nebo negativními ohlasy. Mnoho Čechů film odsoudilo, jelikož tvůrci provedli vlastní úpravy jak v textu, tak i v ději, a „Haškova genialita“ díla se díky tomu vytratila do pozadí. Objevily se názory, že film je spíše pohádka pro děti, než zfilmování významného románu.[zdroj⁠?!]

### Vánoční příměří
V této adaptaci je zobrazeno vánoční příměří, které je doloženo na západní frontě. Na východní frontě ovšem nastat nemohlo a ani nenastalo, protože se Vánoce bojujících stran slavily podle rozdílných církevních kalendářů a datum oslav se tedy neshodovalo.